# Geometria discreta
La geometria discreta o geometria combinatoria può essere approssimativamente definita come lo studio di oggetti geometrici per la determinazione di loro proprietà discrete o combinatorie, vuoi a causa della loro natura, vuoi a causa della loro rappresentazione.
Gli studi di geometria discreta non si basano in modo essenziale sulla nozione di continuità.
Una parte del suo campo di indagine è collegata ad altri generi di geometria, come la geometria digitale e la geometria computazionale. 
Essa si sovrappone anche alla geometria convessa e alla topologia combinatoria.

## Articoli in geometria discreta
- Convessità combinatoria
- Politopo
- Poliedro
- Impacchettamento, copertura e piastrellatura
  - Congettura di Keplero (Johannes Kepler, 1611): il modo per impacchettare sfere identiche in uno spazio dato è la disposizione a "palla di cannone", cioè, in strati piani, con ogni sfera che poggia su tre sfere che si trovano sullo strato inferiore e si toccano.
- Triangolazione
- Teorema di Pick
- Lemma di Sperner
- Partizione geometrica di un insieme
- Insiemi trasversali geometrici

Vedi anche:
- Matematica discreta
- Paul Erdős